# Дарвинова награда
Дарвинова награда је подругљиво признање названо по научнику Чарлсу Дарвину који је зачетник идеје о еволуцији, а додјељује се људима који „чине услугу човјечанству својеручно се уклањајући из људског генетског простора“, односно онима који се због властите грешке почињене на очигледно глуп начин лише могућности да остављају потомство, било зато што су се лишили живота или се само-кастрирали. 
Према Венди Норткат (енгл. Wendy Northcutt), ауторки књига о Дарвиновој награди, „Награда одаје признање онима који дају допринос продужењу људске врсте уклањајући се из људског генетског простора на узвишено идиотски начин.“
Награде се од 1985. године додјељују путем електронске поште и мрежних групних расправа.

## Правила
Норткатова је одредила пет предуслова за улазак у избор за Дарвинову награду:
- Немогућност размножавања. Кандидати морају бити мртви или стерилни.
- Изузетност. Начин повреде или смрти мора бити изведен на изузетно глуп начин.
- Самоповређивање. Кандидати морају бити сами криви за своју смрт или повреду.
- Зрелост. Кандидати морају бити довољно зрели да могу сами да доносе здраворазумне процјене.
- Истинитост. Догађаји морају бити потврђени.

## Примјери
Примјери догађаја који заслужују Дарвинову награду су:
- Жонглирање активним ручним гранатама (Хрватска, 2001),[2]
- Остављање упаљене цигарете у складишту пуном експлозива (Филипини, 1999),
- Искакање из авиона да би се снимио филм о параглајдерима, али без падобрана (САД, 1987),[3]
- Провјера нивоа горива у резервоару упаљачем за цигарете (САД, 1996),[4]
- Играње руског рулета полуаутоматским пиштољем који аутоматски убацује наредни метак у цијев,[5]
- Покушај доказивања непробојности прозора који се заврши пробијањем прозора и смрћу.[6]

Странице о Дарвиновој награди дају и „Почасно признање“ онима који своју пустоловину пуким случајем преживе са нетакнутом способношћу размножавања. Један такав примјер је „Лери из баштенске столице“, који је у столици објешеној о балоне напуњене хелијумом летио око 5 km високо изнад Лонг Бича у Калифорнији
Сваке године, једна награда се одабира као много „почаснија“ од осталих и крунише се као „Дарвинова награда године“.

## Озбиљна награда
Осим Дарвинове награде описане у овом чланку, постоји и озбиљна Награда Чарлса Дарвина коју додјељује Лондонско зоолошко друштво британским студентима за истакнут допринос зоологији.